# Pretoriamyia plumicornis
Pretoriamyia plumicornis är en tvåvingeart som beskrevs av Fritz Isidore van Emden 1947. Pretoriamyia plumicornis ingår i släktet Pretoriamyia och familjen parasitflugor. Inga underarter finns listade i Catalogue of Life.